# كريس كلاين (شخصية أعمال)
كريس كلاين (بالإنجليزية: Chris Cline) هو شخصية أعمال أمريكي، ولد في 5 يوليو 1958 في بيكلي في الولايات المتحدة، وتوفي في 4 يوليو 2019 في جراند كاي ‏ في باهاماس بسبب حوادث الطيران.